# Піщаний Яр
Піща́ний Яр — балка (річка) в Україні у Вовчанській міській громаді Чугуївського району Харківської області. Права притока річки Вовчої (басейн Дону).

## Опис
Довжина балки приблизно 6,33 км, найкоротша відстань між витоком і гирлом — 5,89 км, коефіцієнт звивистості річки — 1,07. Формується декількома балками та загатами. На деяких ділянках балка пересихає.

## Розташування
Бере початок у селі Шабельне. Тече переважно на південний схід через село Миколаївку і впадає в річку Вовчу, ліву притоку річки Сіверського Дінця.

## Притоки
Глибокий Яр - лів притока, бере початок на північно-західній околиці села Нестерне, тече на південний захід і впадає у Піщаний Яр між селами Миколаївка та Шабельне

## Цікаві факти
- У XX столітті на балці існували декілька природних джерел та газова свердловина[2].